# Jennifer (nome)
Jennifer  è un nome proprio di persona inglese femminile.

## Varianti
- Femminili: Jenifer[1], Jeniffer[3], Jenniffer[3], Jannifer[3], Jennefer[3], Gennara[3]
  - Ipocoristici: Jen[1][3], Jena[1], Jenae[1], Jenn[1], Jenny[1][3]

### Varianti in altre lingue
- Cornico: Jenifer[1][3], Jennifer[3]
- Olandese: Jennifer[1]
- Spagnolo: Jennifer[1]
- Spagnolo latinoamericano: Yenifer[1]
- Svedese: Jennifer[1]
- Tedesco: Jennifer[1]
- Ungherese: Dzsenifer

## Origine e diffusione
Deriva da Jenifer, la forma cornica del nome Ginevra. Il suo uso rimase limitato alla Cornovaglia fino all'inizio del XX secolo, dopodiché venne usato da George Bernard Shaw per un personaggio de Il dilemma del dottore (1906), e da allora conobbe un'ottima diffusione nei paesi anglofoni: negli Stati Uniti, dov'era praticamente assente prima del 1938, arrivò a diventare il nome più comune per le bambine nate fra il 1970 e il 1984.
Il nome si è diffuso anche in svariate altre lingue europee; in italiano è raro, e deve le sue comparse occasionali principalmente grazie alla fama di alcune attrici cinematografiche, come Jennifer Jones.

## Onomastico
Il nome è adespota, ossia privo di santa patrona; l'onomastico si può festeggiare eventualmente il 1º novembre, in occasione di Ognissanti.

## Persone

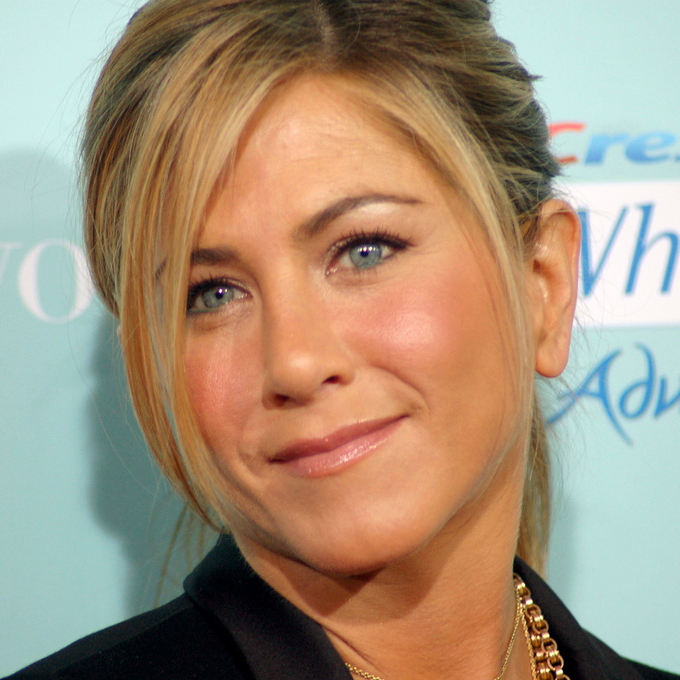
Jennifer Aniston

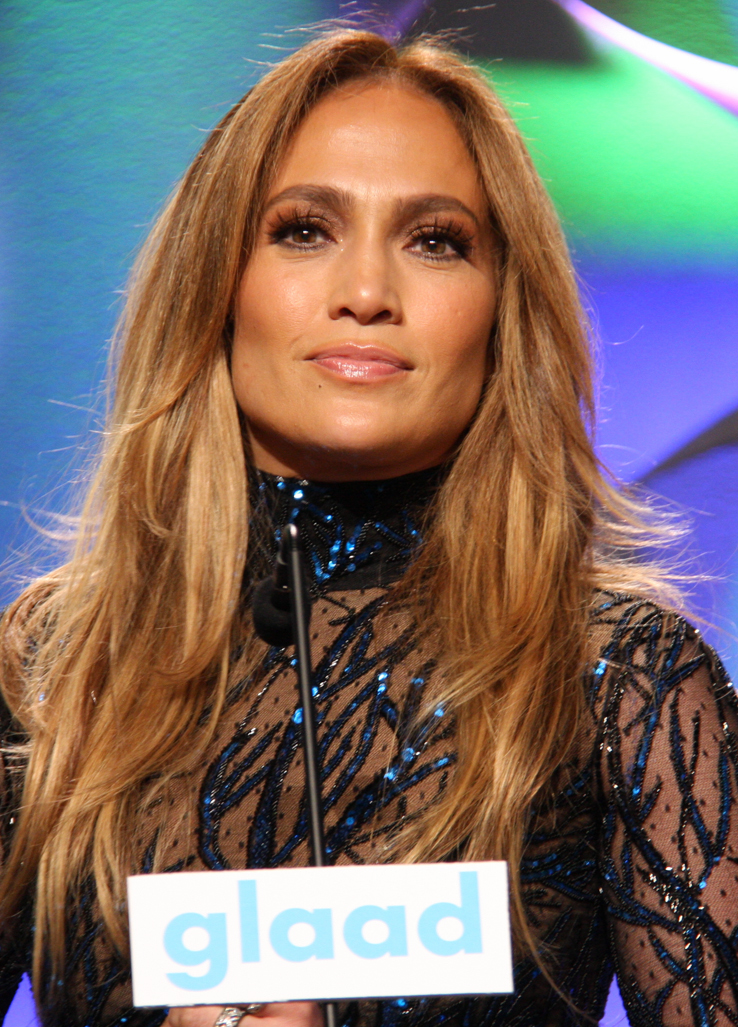
Jennifer Lopez

- Jennifer Aniston, attrice, regista e produttrice cinematografica statunitense
- Jennifer Beals, attrice statunitense
- Jennifer Capriati, tennista statunitense
- Jennifer Connelly, attrice statunitense
- Jennifer Esposito, attrice statunitense
- Jennifer Garner, attrice e produttrice cinematografica statunitense
- Jennifer Grey, attrice statunitense
- Jennifer Hale, doppiatrice canadese naturalizzata statunitense
- Jennifer Love Hewitt, attrice, cantautrice, doppiatrice e produttrice cinematografica statunitense
- Jennifer Hudson, cantante e attrice statunitense
- Jennifer Jones, attrice statunitense
- Jennifer Lawrence, attrice statunitense
- Jennifer Lopez, cantautrice, attrice e ballerina statunitense
- Jennifer Morrison, attrice, modella e produttrice cinematografica statunitense
- Jennifer Paige, cantante statunitense
- Jennifer Rowe, scrittrice australiana
- Jennifer Rush, cantante statunitense
- Jennifer Saunders, attrice, comica e sceneggiatrice britannica

### Variante Jenifer
- Jenifer, cantante francese
- Jenifer Brening, cantante tedesca

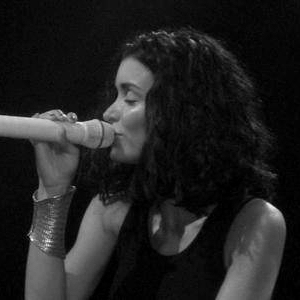
Jenifer

- Jenifer Lewis, attrice e doppiatrice statunitense
- Jenifer Nadalin, cestista canadese naturalizzata italiana

### Altre varianti
- Jen Hendershott, culturista statunitense
- Jen Ledger, batterista e corista britannica
- Jena Lee, cantante francese
- Jena Malone, attrice statunitense
- Dzsenifer Marozsán, calciatrice ungherese naturalizzata tedesca
- Jenn Proske, attrice canadese naturalizzata statunitense

## Il nome nelle arti
- In campo musicale, una variante inglese del nome ha ispirato le canzoni Jennifer Juniper di Donovan e Un caffè da Jennifer dei Pooh.
- Jennifer è un personaggio del videogioco Metal Gear.
- Jen Lindley è un personaggio della serie televisiva Dawson's Creek.
- Jennifer O'Neill è un personaggio della fiction L'onore e il rispetto.
- Jennifer Walters è il vero nome di She-Hulk, personaggio dei fumetti Marvel Comics.